# Josip Golob
Josip Golob, slovenski rimskokatoliški duhovnik in narodni delavec, * 9. avgust 1849, Solkan, † 15. marec 1905, Podgora, Italija. 

## Življenje
Po končani gimnaziji v Gorici je tu nadaljeval s študijem bogoslovja. Sveto mašniško posvečenje je prejel 31. avgusta 1873. Kot kaplan je služboval v Štanjelu (1873-1879) in bil prav tam vikar (1879-1886). Od 1886 do smrti pa je bil kurat v Podgori. Kot študent in tudi kasneje je bil sodelavec Antona Mahniča. Bil je tudi soustanovitelj in večletni odbornik goriškega Alojzijevišča. V Podgori je ustanovil dekliško Marijino družbo, organiziral Katoliško delavsko društvo in vodil Slovensko katoliško izobraževalno društvo. 